# Dolina Kadiša
Dolina Kadiša (aramejski: Ouadi Qadisha, "Sveta dolina"; arapski: وادي قاديشا,) je zapravo duboki i dugi klanac rijeke Kadiše (poznate i kao Nahr Abu Ali kad se približi Tripoliju) koji se nalazi između županija Bšarii i Zgharta u libanonskoj pokrajini Gornji Libanon. Rijeka Kadiša teče 35 km od izvora u špilji, odmah ispod šume tzv. "Božjih cedrova" na planini al-Makmal, litice njezina klanca su jako nepristupačne i visoke (često više od 1000 m), te imaju mnoge špilje. Dolina Kadiša je najpoznatija po mnogim kršćanskim samostanima, od kojih su mnogi među najstarijima na svijetu. Zbog toga je, zajedno s obližnjom šumom Božjih cedrova, upisana na UNESCOv popis mjesta svjetske baštine u Aziji i Oceaniji 1998. godine.

## Povijest
Dolina Kadiša s brojnim špiljama je služila kao sklonište i nekropola još od paleolita, te se npr. u špilji Aassi Hauqqa pronašli dokazi o uporabi od paleolita, ali i tijekom starog Rima i srednjeg vijeka.
Za vrijeme ranokršćanstva ona je služila za zbjeg kršćana u potrazi za osamom, te znanstvenici vjeruju da je služila kao vjerska pustinja od najranijih vremena kršćanstva. Mnoge kršćanske zajednice su tu pronašle utočište, kao što su Maroniti (libanonski katolici), Jakobiti (sirijski pravoslavci), Melkiti (grčki pravoslavci), Nestorijanci, Armenci, pa čak i Etiopljani. Također su je često koristili i muslimanski mistici, sufiji, za meditaciju i osamu.
Krajem 7. stoljeća Maroniti su prebjegli iz Levanta u ovu dolinu strahujući od progona Jakobita, ali i nadirućih Muslimana. Nakon uništenja samostana sv. Marona u 10. stoljeću, njihova zajednica je porasla i Maroniti su osnovali svoje novo središte u Kannubinu, u središtu doline Kadiša, te su oko njega nastali mnogi samostani kao zajednice, ali i kao pustinje.
Usprkos vojnom pohodu mamelučkih sultana Bajbarsa i Kalaouna protiv utvrđenih špilja u dolini Kadiša (1268. i 1283.), samostan Deir Kannubin je postao sjedište Maronitske patrijarhije u 15. stoljeću, što je i ostao punih 500 godina. U 17. stoljeću su maronitski opati bili na velikom glasu po svojoj skrušenosti, te su mnogi europski pjesnici, povjesničari, geografi, političari, i naravno svećenici, posjećivali dolinu Kadiša, pa se čak tu i nastanjivali. Prva tiskara na Bliskom istoku je ustanovljena upravo u samostanu Kochaja i tiskala je knjige na sirijskom pismu, ali i prve tiskane knjige na arapskom općenito.
Danas ovoj svjetskoj baštini prijeti brisanje s popisa zbog nezakonite gradnje, sječe šume, paleža otpada, kanalizacijskih voda, ali i buke od obližnjih restorana i automobila

## Samostani
Mnoge prirodne špilje raštrkane na liticama doline Kadiša su pružale pustinjacima izvrsno mjesto za njihovu izolaciju, samoću i kontemplaciju vjeri. Mnoge su preuređene i produbljene kako bi bile monaškim ćelijama, kapelama ili samostanima. Neki su imali freskama oslikane zidove špilja i pročelja, a oko špilja terasasta polja na kojima su uzgajali žito, grožđe i masline. Neki od najstarijih kršćanskih samostana, u svakom slučaju najstariji na Bliskom istoku, su osnovani upravo tu. Pored brojnih manjih samostana (Mar Girgis s kapelom Mar Challita, Mar Yuhanna, Mar Abun s pustinjom Mar Sarkis, i Mart Moura), tu se nalaze i neke velike zajednice kao što su:
- Samostan Kannubin (arapski: دير قنوبين) na sjeveroistočnoj strani doline Kadiša je najstariji maronitski samostan; većinom je isklesan iz stijene, poput monaških ćelija, crkve, klaustra i hostela za posjetitelje.
- Samostan Kochaja (دير مارانطﻮنيوﺱ ﻗﺰحيا) nalazi se nasuprot samostanu Kannubin i prema predaji osnovao ga je u 4. stoljeću sveti Hilarion u čast sv. Antuna Pustinjaka, ali najraniji dokument u kojem se spominje je iz oko 1000. god. Iako je uništen u 16. stoljeću, brzo je obnovljen te ima dugi hodnik, prijemnu dvoranu, kapelu, mlinicu i brojne monaške ćelije isklesane u stražnjim stijenama.
- Samostan Gospe od Hauka su onsovali stanovnici obližnjeg sela Hauka u 13. stoljeću na stijeni 1150 metara iznad samostana Kochaja i Kannubina. Tu su vjerojatno postojale starije monaške špilje jer postoji veliki rezervoar za vodu koji je napajan s nekoliko kanala. Do gornjeg dijela samostana može se pristupiti samo dugim ljestvama, a čini ga 47 metara duga špilja koja je, prema brojnim nalazima, služila kao srednjovjekovno sklonište. U njezinoj blizini se nalazi špilja Aassi Hauka (na 1170 m visine), u kojoj je pronađeno najviše najstarijih nalaza.
- Samostan Mar Sarkis ili Ras Al Nahr u Ehdenu (دير القديسين سركيس و باخو‎, tj. "na vrhu rijeke"), posvećen svecima Sergiju i Bakhu, izgrađen je u 8. stoljeću preko ostatka kanaanskog hrama bogu zemljoradnje. Nalazi se na izvoru rijeke Mar Sarkis, glavnoj pritoci Kadiše, na visini od 1500 metara i ima sjajan pogled na mjesta Ehden, Kfarsghab, Bane i Hadath El Džebbeh. Uz njega je 1198. godine izgrađena Gospina crkva, te još nekoliko građevina od 1404. – 1690. godine.
- Samostan Mar Lišaa ili Samostan sv. Eliša (دير مار ﺃليشع) se spominje prvi put u 14. stoljeću kada su ga dijelili Maroniti i Bosonogi Karmelićani. Ima izgrađene tri ili četiri manje ćelije i urede, dok je crkva s četiri kapele isklesana u stijeni.

U obližnjoj dolini Hadčit (Ouadi Houlat) nalazi se više samostanskih zajednica (Deir es-Salib, Mar Antonios, Mar Semaane, i Mar Assia) i izoliranih kapela (Mar Bohna i Mar Chmouna), etiopskih svećenika Monofizita, koje su nastale nakon što su oni protjerani iz Ehdena.
- Jedna od špilja
- Samostan Kochaja
- Samostan Mar Sarkis
- Samostan Mar Eliša
- Križ iznad doline Kadiša

## Vanjske poveznice
- Qadisha.org
- Libanon: Qadisha (brošura s kartom i galerijom fotografija)